# Țațarovți, Smolean
Țațarovți (în bulgară Цацаровци) este un sat în comuna Zlatograd, regiunea Smolean,  Bulgaria. 

## Demografie
Componența etnică a satului Țațarovți
     Bulgari (85,5%)
     Nicio identificare (14,49%)
     Altele (0%)
La recensământul din 2011, populația satului Țațarovți era de 69 locuitori. Din punct de vedere etnic, majoritatea locuitorilor (85,5%) erau bulgari. Pentru 14,49% din locuitori nu este cunoscută apartenența etnică.